# NGC 6422
NGC 6422 est une galaxie lenticulaire située dans la constellation du Dragon. Sa vitesse par rapport au fond diffus cosmologique est de 7 544 ± 30 km/s, ce qui correspond à une distance de Hubble de 111,3 ± 7,8 Mpc (∼363 millions d'al). NGC 6422 a été découverte par l'astronome américain Lewis Swift en 1883.